# Отдать всё, что есть у меня
«Отдать всё, что есть у меня» (англ. All Mine to Give) — драматический фильм режиссёра Аллена Райснера, снятый в 1957 году.

## Сюжет
1856 год. Роберт и Мэми Юнсоны — молодая супружеская пара из Шотландии, прибывшая в Америку по приглашению её дядюшки. Мэми ведёт домашнее хозяйство, а муж успешно справляется с работой в лесозаготовительном лагере. Один за одним у них рождается несколько детей. Их старший сын Робби, названный в честь отца, растёт умным, добрым и ответственным мальчиком. Но неожиданно проблемы со здоровьем одного из детей приводят к череде трагедий, которая коснётся всю семью.

## В ролях
- Глинис Джонс — Мэми
- Кэмерон Митчелл — Роберт
- Рекс Томпсон — Робби
  - Джон Провост — Робби в 6 лет
- Патти Маккормак — Аннабелль
- Эрнест Трукс — доктор Делберт
- Хоуп Эмерсон — миссис Пагмейстер
- Алан Хейл — младший — Том Каллен
- Сильвия Филд — Лейла Делберт
- Ройал Дэно — Говард Тайлер
- Рита Шоу — миссис Рюньон
- Рита Джонсон — Кэти Тайлер
- Эллен Корби — миссис Райден
- Мэдж Блейк — женщина, открывающая дверь (в титрах не указана)

## Производство
Фильм основан на статье «День, когда они отдали своих детей» Дейла Юнсона и его жены, сценаристки и драматурга Кэтрин Альберт, которая впервые была опубликована в декабрьском номере журнала Cosmopolitan за 1946 год. Статья основана на реальных событиях, произошедших в Висконсине. Дейл Юнсон — сын главного героя истории, Роберта Юнсона. Год спустя эта история была опубликована в виде книги под тем же названием.
Хотя действие фильма происходит в Юрике (Висконсин), экстерьерные сцены снимались в штатах  Орегон и Калифорния.